# تالار بازار واسا
تالار بازار واسا (انگلیسی: Vaasa Market Hall) (به فنلاندی:  Vaasan kauppahalli) (به سوئدی: Vasa saluhall) بازاری به سبک گوتیک در مرکز شهر واسا، فنلاند است. این بازار شامل هفت مغازه مختلف، مانند فروشگاه ماهی Ruostsala Snickars و کافه Wasa Konditori است.
این ساختمان را ا. دبلیو. استنفورس (۱۸۶۶-۱۹۵۲)، معمار استانی واسا، طراحی کرده و در دو بخش ساخته شده است. بخش اول، به اصطلاح سالن پایینی، در سال ۱۹۰۲ تکمیل شد و بخش دوم، به اصطلاح سالن بالایی، که آن هم طبق نقشه‌های استنفورس ساخته شده است، در سال ۱۹۲۷ تکمیل شد. دسترسی بین این دو در سال ۱۹۶۳ افتتاح شد. توسعه‌دهنده و مالک سالن بازار، شرکت Halli Oy است که توسط استنفورس، اسکار روول، عضو شورای دادگاه و کی. اچ. مجانتی، مدیر بانک، در سال ۱۹۰۰ تأسیس شد.